# Balaci, Teleorman
Balaci este satul de reședință al comunei cu același nume din județul Teleorman, Muntenia, România. Se află în partea de nord-vest a județului, în Câmpia Găvanu-Burdea. La recensământul din 2002 avea o populație de 1.190 locuitori.